# الن إمبيريور
الن إمبيريور (10 مارس 1994 في البرازيل - ) هو لاعب كرة قدم برازيلي في مركز الدفاع. لعب مع نادي ليفورنو.

## روابط خارجية
- الن إمبيريور على موقع إي إس بي إن إف سي (الإنجليزية)
- الن إمبيريور على موقع قاعدة بيانات كرة القدم.إي يو (الإنجليزية)
- الن إمبيريور على موقع ليكيب (الفرنسية)
- الن إمبيريور على موقع Soccerway.com (الإنجليزية)
- الن إمبيريور على موقع AS.com (الإسبانية)